# Carola Hartmann Miles-Verlag
Der Carola Hartmann Miles-Verlag ist ein deutscher Verlag mit Sitz in Berlin-Spandau. Er ist auf sicherheitspolitische und sozialwissenschaftliche Themen der Bundeswehr spezialisiert. Inhaberin ist die Diplom-Kauffrau Carola Hartmann.

## Programm

### Reihen
Das Verlagsprogramm ist auf das Militär, aber auch den politischen und gesellschaftlichen Bereich zugeschnitten. Es findet sich derzeit von Erfahrungsberichten über Biographien bis hin zu Belletristik ein breites Themenspektrum wieder.
Zu den aktuellen Reihen des Verlages gehören: ‚Sicherheitspolitik und Streitkräfte‘, ‚Standpunkte und Orientierungen‘, ‚Soldat und Gesellschaft‘, ‚Erfahrungsberichte: Einsätze und Ausbildung‘, ‚Erinnerungen‘, ‚Monterey Studies‘, ‚Militärgeschichte‘ und ‚Fiktion/Belletristik‘. Zu den neuesten Angeboten zählen dabei Romane und die Reihe ‚Standpunkte und Orientierungen‘.

### Jahrbuch Innere Führung
Beim Verlag erscheint das 2009 durch den damaligen Leiter des Studentenbereichs der Helmut-Schmidt-Universität/Universität der Bundeswehr Hamburg, Uwe Hartmann sowie den Erziehungswissenschaftler Claus von Rosen und den Sozialethiker Christian Walther (†) begründete Jahrbuch Innere Führung.... Das Jahrbuch erscheint jährlich mit unterschiedlichen Titeln und wurde 2014 zum sechsten Mal herausgegeben:
- 2009: Die Rückkehr des Soldatischen
- 2010: Die Grenzen des Militärischen
- 2011: Ethik als geistige Rüstung für Soldaten
- 2012: Der Soldatenberuf im Spagat zwischen gesellschaftlicher Integration und Sui-generis-Ansprüchen. Gedanken zur Weiterentwicklung der inneren Führung
- 2013: Wissenschaften und ihre Relevanz für die Bundeswehr als Armee im Einsatz
- 2014: Drohnen, Roboter, Cyborgs. Der Soldat im Angesicht neuer Militärtechnologien.
- 2015: Neue Denkwege angesichts der Gleichzeitigkeit unterschiedlicher Krisen, Konflikte und Kriege
- 2016: Innere Führung als kritische Instanz
- 2017: Die Wiederkehr der Verteidigung in Europa und die Zukunft der Bundeswehr

### Autoren
Eine Auswahl von Autoren, die beim Miles-Verlag Monografien oder Sammelwerke veröffentlicht haben:
| - Donald Abenheim - Alois Bach - Hans-Christian Beck - Eberhard Birk - Marcel Bohnert - Dieter Franz Braun - Angelika Dörfler-Dierken - Dirk Freudenberg - Christian Göbel - Helmut R. Hammerich | - Uwe Hartmann - Winfried Heinemann - Kai-Uwe Hellmann - Dieter E. Kilian - Gerhard Kümmel - Eckhard Lisec - Sven Lange - Reinhart Lunderstädt - Stephan Maninger - Heiner Möllers | - Wolfgang Peischel - Reiner Pommerin - Peter Andreas Popp - Hans-Joachim Reeb - Claus von Rosen - Wolfgang Schmidt - Viktor Toyka - Dietrich Ungerer - Christian Walther |

## Rezeption
Rezensionen sind sowohl in Publikationen im Umfeld der Bundeswehr wie Aktuell – Zeitung für die Bundeswehr, Loyal und MarineForum, als auch in der Frankfurter Allgemeinen Zeitung und verschiedenen Regionalzeitungen erschienen.
Der Verlag war zuletzt (2017) mit einem eigenen Stand auf der Leipziger Buchmesse vertreten.